# Шансел Мбемба
Шансел Мбемба-Мангулу (на френски: Chancel Mbemba Mangulu) е футболист на ДР Конго, играещ като централен защитник за френския Олимпик Марсилия  и националния отбор на ДР Конго. Участник в Купа на африканските нации 2013, 2015 -3 място, 2017, 2019 и 2023 - 4 място. През 2024 на последния турнир бележи първия гол в 1/4 финала срещу Гвинея при победата с 3:1.

## Успехи
Андерлехт
- Юпилер Про Лига
  -  Шампион на Белгия (1): 2013/14
- Суперкупа на Белгия
  -  Носител (2): 2013, 2014

 Нюкасъл Юнайтед
- Чемпиъншип
  -  Победител (1): 2016/17

 Порто
- Примейра Лига
  -  Шампион на Португалия (2): 2019/20, 2021/22
- Купа на Португалия
  -  Носител (1): 2019/20

 ДР Конго
- Купа на африканските нации
  -  Бронзов медал (1): 2015
  - 4-то място (1): 2024